# 王光濟 (明朝)
王光濟（1491年—？），字謙夫，號玄滬，陝西西安府商州人，民籍，明朝政治人物。

## 生平
正德八年（1513年）癸酉科陝西鄉試第十四名舉人，十二年（1517年）中式丁丑科會試第一百四十五名，三甲第一百六十九名進士。工部觀政，授大理寺評事，升大理寺正，出為四川保寧府知府，調程番府知府，嘉靖十四年（1535年）升長蘆鹽運使。

## 家族
曾祖王勛，助教，封南京戶部員外郎；祖父王璔，教諭；父王鎬，通判。母程氏。具慶下。兄王惠濟（監生）、王恭濟（監生），弟王廣濟。

## 延伸阅读
[在维基数据编辑]